# 山彦

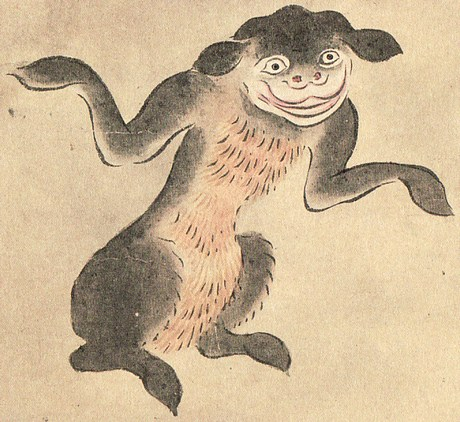
佐脇嵩之『百怪図巻』より「山びこ」

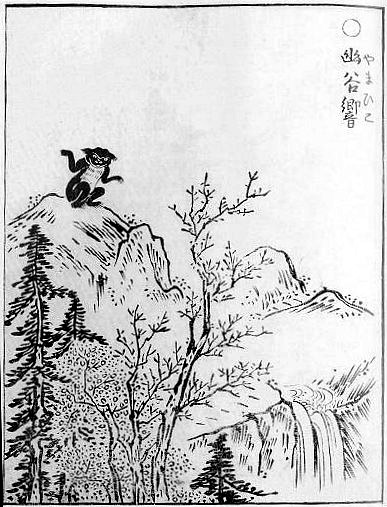
鳥山石燕『画図百鬼夜行』より「幽谷響（やまびこ）」

水木しげるロードに設置されている「やまびこ」の像

山彦（やまびこ）は、日本の妖怪。各地に伝わるが、多くは山の神やその眷属の性格を持っている。
山や谷の斜面に向かって音を発したとき、それが反響して遅れて返って来る現象を、山彦が応えた声、あるいは山彦が引き起こした現象と考え「山彦」と呼ぶ。また、樹木の霊「木霊（木魂）」が応えた声と考え「木霊（こだま）」とも呼ぶ。

## 各地の伝承
鳥取県鳥取市では、山中に住む呼子（よぶこ）または呼子鳥（よぶこどり）という者が、山彦の声を発すると考えられていた。高知県幡多郡橋上村（現・宿毛市）楠山では、昼夜問わず深山で突然恐ろしい声が聞こえる怪異をヤマヒコという。
西日本に伝わる妖怪の山童や、『和漢三才図会』にある妖怪の玃（やまこ）と同一視されることもあり、木の霊が山彦を起こすと考えられたことから、木の中に住んでいるという妖怪の彭侯とも同一視された。『百怪図巻』『画図百鬼夜行』などの妖怪画集にあるイヌのような姿の山彦は、玃または彭侯をモデルにしたものと考えられている。
前述の鳥取の呼子鳥は鳥の姿といわれるほか、長野県北安曇郡の小岩岳では人の言葉を返す「山彦岩」という岩があるなど、妖怪としての山彦の起源や種類は一様ではない。